# Закинтијев кодекс
Закинтски кодекс (лат. Codex Zacynthius; означен са Ξ или 040 у Грегори-Аланд нумерацији; A1 код фон Зодена) је кодекс Новог завета на грчком језику, палеографски датиран у 6. век. Првобитно се сматрало да је написан у 8. веку, а представља палимпсест — оригинални (доњи) текст је испран са страница од велума и преко њега је писано у 12. или 13. веку. Горњи текст палимпсеста садржи лекције из Јеванђеља за радне дане (ℓ299); доњи текст садржи делове Јеванђеља по Луки, које је дешифровао библијски учењак и палеограф Семјуел Придо Трегелес 1861. године. Доњи текст је од највећег интереса за научнике.
Рукопис потиче са Закинтоса, грчког острва, и сачуван је у фрагментарном стању. Донет је у Енглеску 1821. године и пренет на Универзитет у Кембриџу 1985. године, који га је касније откупио након апела 2014. године. Често се цитира у критичким издањима грчког Новог завета.

## Опис
Доњи текст рукописа садржи фрагменте поглавља 1:1–11:33 Јеванђеља по Луки. Кодекс се састоји од 86 дебелих, грубих пергаментних листова и три делимична листа; (36 × 29 cm). Текст је писан у једној колони добро обликованим унцијалним писмом. Слова су велика, округла и уска, без spiritus asper, spiritus lenis или акцената.‍:91 Рукопис су писала два писара.
Скраћенице се ретко користе у кодексу. Рукопис је веома сличан оном у Росанском јеванђељу.‍:137 Јављају се неке грешке у итацизму. Користи граматичке облике типичне за древне рукописе (нпр. ειπαν, ηλθαν, ευραν), који се не користе у каснијим средњовековним рукописима.‍:137
Кодекс користи специфичан систем поделе поглавља, који дели са Кодексом Ватиканус (B) и Минускул 579. Уобичајенији систем дели поглавља према њиховим насловима.‍:91 Велика слова на почетку одељака истичу се на маргини, као у кодексима Александринус и Ефреми.‍:91
Текст је окружен маргиналним коментаром; то је једини кодекс који има и текст и коментар писан унцијалним писмом. Коментар је катена цитата девет црквених отаца: Ориген, Јевсевије, Тит из Бостре, Василије, Исидор Пелусиот, Кирил Александријски, Севир из Антиохије, Виктор из Антиохије и Хризостом.‍:333 Коментар окружује једноколонски текст Луке са три стране. Патристички текст је писан малим унцијалним словима. Већина цитата припада Кирилу Александријском (93 схолије); следи Тит из Бостре (45 схолија). Коментар је писан другачијом врстом унцијалног писма од библијског текста.‍:335

#### Значајна читања
Лк 9:55б-56а
καὶ εἶπεν, Οὑκ οἴδατε οἵου πνεύματος ἑστε ὐμεῖς; ὀ γὰρ υἰὸς τοῦ ἁνθρώπου οὑκ ἦλθεν ψυχὰς ἁνθρώπων ἁπολέσαι ἁλλὰ σῶσαι (и рече: „Не знате каквог сте духа; јер Син Човечији није дошао да уништи људске животе, него да их спасе”)
изостављено - Ξ א B C L Θ 33 700 892 1241 sy bo
укључено - Већина рукописа‍:190
Лк 4:17
καὶ ἀνοίξας τὸ βιβλίον (и отвори књигу) - Ξ A B L W 33 892 1195 1241 ℓ 547 sys, h, pal sa bo
καὶ ἀναπτύξας τὸ βιβλίον (и одмота књигу) - א Dc K Δ Θ Π Ψ ƒ1 ƒ13 28 565 700 1009 1010‍:164
Лк 9:10
εις πολιν καλουμενην Βηθσαιδα (у град звани Витсаида) - Ξ Papyrus 75 B L 33 2542 sa bo
εις τοπον ερημον πολεως καλουμενην Βηδσαιδα (на пусто место града званог Витсаида) - Ξmg Већина рукописа‍:185

## Тип текста
Текстуални карактер кодекса је репрезентативан за касни александријски тип текста и сличан је Кодексу Региус. Курт и Барбара Аланд дали су следећи текстуални профил: 21, 82, 21/2, 3s. То значи да се текст кодекса слаже са византијским стандардним текстом 2 пута, 8 пута са оригиналним текстом против византијског, и са оба (византијским и оригиналним) 2 пута. Постоје 3 независна или дистинктивна читања. На основу овог профила, Аландови су сматрали да квалитет текста одговара њиховој Категорији III. Према методи профила Клермонт, представља александријски текст у Луки 10 и мешовити византијски тип текста у Луки 1, што вероватно указује на спорадичне византијске исправке.

## Палимпсест
Кодекс је палимпсест, што значи да је оригинални текст саструган и преко њега је писано, а листови пергамента су пресавијени на пола. Горњи текст је писан минускулним писмом и садржи лекционар 299 (ℓ 299) из 12. или 13. века, иако текст лекционара није потпун; написан је на 176 листова (28,7 × 18,2 cm), у једној колони по страници, са 33–36 редова по страници. Три фолија су само доње половине листова, један фолио је замењен папиром (фолио LXVIII).‍:XII Рукопис садржи лекције из Јеванђеља за радне дане (Evangelistarium), али је лакунозан.‍:413 Трегелес није упоређивао његов текст због његове секундарне вредности.‍:XXIIIСкривенер га је означио сиглумом 200,‍:341 Грегори са 299.‍:91
Текст лекционара цитиран је у неким критичким издањима грчког Новог завета (UBS3)‍:XXVIII на следећим местима: Матеј 10:4; 11:17; 12:47; 13:13; 14:22; 18:10; 22:30; 26:27; 28:9; Марко 1:27; 2:10.26; 4:16.20; 6:2.2.3.33. Не цитира се у UBS4.

## Историја

### Датирање
Трегелес је датирао рукопис у 8. век. Био је свестан да је рукопис типичан за 6. век, али је сматрао да је рукопис коментара много старији. Слова Ε Θ Ο Σ су округла, висока и уска, и нису могла бити написана пре 8. века. Каспар Рене Грегори је подржао Трегелесово гледиште. Према Николасу Пококу, рукопис није могао бити написан пре 6. века нити после 8. века.‍:136–137
Вилијам Хач је 1937. године, на основу палеографских података, предложио да се кодекс датира у 6. век. Не користи ознаке за дах и акценте, а текст коментара је писан унцијалним писмом.‍:335–337 Курт Аланд је подржао Хачово гледиште. Овај датум прихвата већина научника.
Дејвид К. Паркер је 2004. године тврдио да је рукопис написан касније од 6. века, јер има мали број четвртастих слова, а рукопис није типичан за 6. век. Нека слова су компримована (Μ, Δ, Ε), црта изнад слова Τ је кратка, а слово Υ је написано на неколико начина. Према Паркеру, рукопис би требало датирати у 7. век.
Тренутно га INTF датира у 6. век.

### Откриће и даља истраживања
Рана историја рукописа је непозната. Године 1821. генерал Колин Маколи га је донео у Енглеску са грчког острва Закинтос у Јонском мору, након што му га је поклонио принц Комуто (Антониос Димитрију Комутос, 1748–1833), бивши председник Републике Седам Острва. Комуто је уписао Кодекс Маколију као знак свог поштовања. По повратку у Енглеску, Маколи је поклонио Кодекс Британском и иностраном библијском друштву, које га је затим сместило у своју библиотеку (Mss 24) у Лондону.‍:91
Јохан Мартин Августин Шолц је видео рукопис 1845, а Паул де Лагард 1853, али га нису дешифровали.‍:91 Подтекст палимпсеста је делимично дешифровао, транскрибовао и уредио велечасни Семјуел Придо Трегелес 1861. године. Трегелес је користио слова која су првобитно изливена за штампање Кодекса Александринус, која су само приближно представљала облик слова кодекса. Руком писана слова су мања од каснијих слова. Трегелес је у ово издање укључио једну страницу типографског факсимила.‍:137 Није дешифровао ситно патристичко писмо и сумњао је да се може прочитати без хемијске рестаурације.‍:126
Николас Покок је пронашао грешке у Трегелесовом издању,‍:137 али је Вилијам Хач сматрао да је задовољавајуће. Џ. Харолд Гринли је исправио Трегелесове грешке и објавио листу исправки 1957. године, коју је испитао Вилијам Хач. Године 1959. Гринли је објавио коментар. Кодекс вероватно захтева ново испитивање савременом технологијом.
Тишендорф је цитирао кодекс у свом Editio Octava Critica Maior на 564 места.‍:162 Често се цитира у критичким издањима грчког Новог завета (UBS3,‍:11 NA26, NA27).
Године 1985. позајмљен је Библиотеци Универзитета у Кембриџу (BFBS Ms 213). У децембру 2013, Библијско друштво је објавило планове да прода неке рукописе, међу њима и Кодекс Закинтијус, како би прикупило средства за посетиочки центар у Велсу. Универзитету је дато право првенства откупа и имао је рок до фебруара 2014. да прикупи новац за куповину кодекса.
Јавним апелом прикупљено је 1,1 милион фунти, а кодекс је купила Библиотека Универзитета у Кембриџу. Извршена је потпуна спектрографска анализа, а дефинитивну транскрипцију палимпсеста су објавили професор Хју Хотон и професор Џон Паркер са Универзитета у Бирмингему.